# Lista de vereadores de Paraty
Esta é a lista de vereadores de Paraty, município brasileiro do estado do Rio de Janeiro.
A Câmara Municipal de Paraty é formada por nove representantes.

## 19ª Legislatura (2021–2024)
Estes são os vereadores eleitos nas eleições de 15 de novembro de 2020, pelo período de 1° de janeiro de 2021 a 31 de dezembro de 2024:
| Mesa Diretora (2021-2022)        |                       |                        |                              |
| Nome                             | Início do mandato     | Fim do mandato         | Cargo                        |
| Valceni da Silva Teixeira (MDB)  | 1º de janeiro de 2021 | 31 de dezembro de 2022 | Presidente da Câmara         |
| Paulo Sérgio C. dos Santos (MDB) | 1º de janeiro de 2021 | 31 de dezembro de 2022 | 1º Vice-presidente da Câmara |
| Antônio Carlos de V. Gama (PP)   | 1º de janeiro de 2021 | 31 de dezembro de 2022 | 2º Vice-presidente da Câmara |
| Lucas de Oliveira Cordeiro (DEM) | 1º de janeiro de 2021 | 31 de dezembro de 2022 | 1º Secretário                |
| Flora Maria Salles F. Pinto (PT) | 1º de janeiro de 2021 | 31 de dezembro de 2022 | 2ª Secretária                |

|   | Nome                                                                       | Partido                                    | Votos | %    | Observações |
| - | -------------------------------------------------------------------------- | ------------------------------------------ | ----- | ---- | ----------- |
| 1 | Valceni da Silva Teixeira, Sanica (2021-2022) (Paraty, 02.05.1973–)        | Movimento Democrático Brasileiro (MDB)     | 848   | 3,63 | 2º mandato  |
| 2 | Allan Souza Ribeiro (Paraty, 20.09.1988–)                                  | Progressistas (PP)                         | 756   | 3,24 | 1º mandato  |
| 3 | Antônio Carlos de Vasconcellos Gama, Tunico Gama (Paraty, 19.04.1977–)     | Progressistas (PP)                         | 656   | 2,81 | 1º mandato  |
| 4 | Lucas de Oliveira Cordeiro (Paraty, 19.08.1990–)                           | Democratas (DEM)                           | 551   | 2,36 | 1º mandato  |
| 5 | Paulo Sérgio Conceição dos Santos (Angra dos Reis, 21.06.1980–)            | Movimento Democrático Brasileiro (MDB)     | 548   | 2,35 | 2º mandato  |
| 6 | Marco Antônio Santos da Conceição, Marquinho (Paraty, 11.09.1981–)         | Democratas (DEM)                           | 518   | 2,22 | 1º mandato  |
| 7 | Luiz Cláudio Alcântara da Costa, Lulu (Paraty, 01.02.1979–)                | Partido Trabalhista Brasileiro (PTB)       | 510   | 2,18 | 2º mandato  |
| 8 | Rodrigo Carlos da Silva Penha (Guaratinguetá, 17.09.1975–)                 | Partido Republicano da Ordem Social (PROS) | 426   | 1,82 | 2º mandato  |
| 9 | Flora Maria Salles França Pinto, Professora Flora (São Paulo, 26.11.1956–) | Partido dos Trabalhadores (PT)             | 373   | 1,60 | 1º mandato  |

## 18ª Legislatura (2017–2020)
Estes são os vereadores eleitos nas eleições de 2 de outubro de 2016, pelo período de 1° de janeiro de 2017 a 31 de dezembro de 2020:
|   | Nome                                                                         | Partido                                            | Votos | %    | Observações |
| - | ---------------------------------------------------------------------------- | -------------------------------------------------- | ----- | ---- | ----------- |
| 1 | Benedito Crispim de Alcântara, Picó (Paraty, 02.08.1957–)                    | Partido Republicano Brasileiro (PRB)               | 627   | 2,85 | 1º mandato  |
| 2 | Valceni da Silva Teixeira, Sanica (2019-2020) (Paraty, 02.05.1973–)          | Democratas (DEM)                                   | 602   | 2,74 | 1º mandato  |
| 3 | Antonio Porto Filho, Portinho (Paraty, 18.12.1957–)                          | Partido Trabalhista Brasileiro (PTB)               | 599   | 2,73 | 1º mandato  |
| 4 | Rodrigo Carlos da Silva Penha (Guaratinguetá, 17.09.1975–)                   | Partido Republicano da Ordem Social (PROS)         | 550   | 2,50 | 1º mandato  |
| 5 | Paulo Sérgio Conceição dos Santos (Angra dos Reis, 21.06.1980–)              | Solidariedade (SD)                                 | 448   | 2,04 | 1º mandato  |
| 6 | Anderson Maia dos Santos, Coquinho (2017-2018) (Rio de Janeiro, 19.02.1971–) | Partido Humanista da Solidariedade (PHS)           | 431   | 1,96 | 1º mandato  |
| 7 | Celso Luiz Vieira Coelho, Tekinho Legal (Paraty, 27.02.1961–)                | Partido do Movimento Democrático Brasileiro (PMDB) | 424   | 1,93 | 1º mandato  |
| 8 | Luiz Cláudio Alcântara da Costa, Lulu (Paraty, 01.02.1979–)                  | Partido Social Democrata Cristão (PSDC)            | 422   | 1,92 | 1º mandato  |
| 9 | Alcir da Costa Braz, Sansão (Paraty, 26.05.1975–)                            | Partido Trabalhista Nacional (PTN)                 | 417   | 1,90 | 1º mandato  |

## Legenda
| Cor  | Significado          |
| Bege | Presidente da Câmara |
| Azul | Suplente             |